# Gibbaeum hortenseae
Gibbaeum hortenseae là một loài thực vật có hoa trong họ Phiên hạnh. Loài này được (N.E.Br.) Thiede & Klak mô tả khoa học đầu tiên năm 2000.